# Bernardus Beekmans

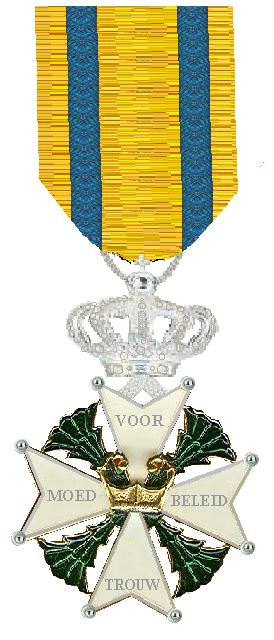

Bernardus Beekmans (Best, 12 oktober 1907 - gesneuveld bij Wessem, 10 mei 1940) was in mei 1940 een Nederlands dienstplichtig soldaat van het Wapen der Infanterie, bij het 17e Grensbataljon. Voor zijn moed tijdens de Duitse aanval op Nederland werd hij op 9 mei 1946 postuum tot Ridder in de Militaire Willems-Orde benoemd.
Op 18-jarige leeftijd had Bernard Beekmans al dienst genomen bij de Vrijwillige Landstorm.
In de voordracht aan het Kapittel staat dat hij ....zich in den strijd door het bedrijven van uitstekende daden van moed, beleid en trouw heeft onderscheiden door bij een vijandelijke aanval op het Maasvak bij Wessem op 10 mei 1940 alleen op zijn post te blijven in kazemat S 1, hoewel de rest van de kazematbezetting was gevlucht; heeft het vuur op den over de Maas trekkende vijand voortgezet, niettegenstaande alle overige automatische wapens van de compagnie door den vijand tot zwijgen waren gebracht en na 's vijands overgang de verdediging voortgezet, totdat de kazemat in den rug werd aangevallen en buiten gevecht werd gesteld, waarbij hij sneuvelde.